# Песчаный (Ольховатский район)
Песча́ный — хутор в Ольховатском районе Воронежской области России.
Входит в состав Шапошниковского сельского поселения.

## География

### Улицы
- ул. Сосновая

## Население
| 2010 |
| ---- |
| 64   |